# Le Mesnil-sur-Oger
Le Mesnil-sur-Oger és un municipi francès, situat al departament del Marne i a la regió del Gran Est. L'any 2007 tenia 1.251 habitants.

## Demografia

### Població
El 2007 la població de fet de Le Mesnil-sur-Oger era de 1.251 persones. Hi havia 527 famílies, de les quals 139 eren unipersonals (45 homes vivint sols i 94 dones vivint soles), 184 parelles sense fills, 175 parelles amb fills i 29 famílies monoparentals amb fills.
La població ha evolucionat segons el següent gràfic:
Habitants censats

### Habitatges
El 2007 hi havia 602 habitatges, 532 eren l'habitatge principal de la família, 8 eren segones residències i 61 estaven desocupats. 494 eren cases i 106 eren apartaments. Dels 532 habitatges principals, 384 estaven ocupats pels seus propietaris, 130 estaven llogats i ocupats pels llogaters i 19 estaven cedits a títol gratuït; 2 tenien una cambra, 16 en tenien dues, 50 en tenien tres, 127 en tenien quatre i 337 en tenien cinc o més. 410 habitatges disposaven pel capbaix d'una plaça de pàrquing. A 236 habitatges hi havia un automòbil i a 250 n'hi havia dos o més.

### Piràmide de població
La piràmide de població per edats i sexe el 2009 era:
| Homes | Edats   | Dones |
| ----- | ------- | ----- |
| 0     | 95 o +  | 0     |
| 4     | 90 a 94 | 12    |
| 4     | 85 a 89 | 16    |
| 4     | 80 a 84 | 20    |
| 8     | 75 a 79 | 16    |
| 12    | 70 a 74 | 40    |
| 24    | 65 a 69 | 36    |
| 36    | 60 a 64 | 20    |
| 16    | 55 a 59 | 24    |
| 60    | 50 a 54 | 32    |
| 44    | 45 a 49 | 44    |
| 44    | 40 a 44 | 48    |
| 40    | 35 a 39 | 52    |
| 32    | 30 a 34 | 32    |
| 52    | 25 a 29 | 44    |
| 24    | 20 a 24 | 36    |
| 20    | 15 a 19 | 28    |
| 36    | 10 a 14 | 36    |
| 48    | 5 a 9   | 16    |
| 44    | 0 a 4   | 16    |

## Economia
El 2007 la població en edat de treballar era de 799 persones, 647 eren actives i 152 eren inactives. De les 647 persones actives 606 estaven ocupades (330 homes i 276 dones) i 39 estaven aturades (16 homes i 23 dones). De les 152 persones inactives 46 estaven jubilades, 53 estaven estudiant i 53 estaven classificades com a «altres inactius».

### Ingressos
El 2009 a Le Mesnil-sur-Oger hi havia 514 unitats fiscals que integraven 1.201,5 persones, la mediana anual d'ingressos fiscals per persona era de 21.657 €.

### Activitats econòmiques
Dels 45 establiments que hi havia el 2007, 13 eren d'empreses alimentàries, 1 d'una empresa de fabricació d'altres productes industrials, 3 d'empreses de construcció, 15 d'empreses de comerç i reparació d'automòbils, 2 d'empreses de transport, 2 d'empreses d'hostatgeria i restauració, 3 d'empreses financeres, 4 d'empreses de serveis i 2 d'empreses classificades com a «altres activitats de serveis».
Dels 7 establiments de servei als particulars que hi havia el 2009, 1 era una oficina de correu, 1 una oficina bancària, 1 taller de reparació d'automòbils i de material agrícola, 1 guixaire pintor, 1 fusteria, 1 perruqueria i 1 restaurant.
Dels 6 establiments comercials que hi havia el 2009, 1 era un supermercat, 1 una botiga de més de 120 m², 2 fleques, 1 una fleca i 1 una joieria.
L'any 2000 a Le Mesnil-sur-Oger hi havia 271 explotacions agrícoles que ocupaven un total de 768 hectàrees.

## Equipaments sanitaris i escolars
El 2009 hi havia 1 escola maternal i 1 escola elemental.

## Poblacions més properes
El següent diagrama mostra les poblacions més properes.